# 科馬里夫 (索卡爾區)
50°23′58″N 24°19′9″E / 50.39944°N 24.31917°E
科馬里夫（烏克蘭語：Комарів），是烏克蘭西部的村莊，隸屬利維夫州的舍普季茨基區。該村面積0.18平方公里，海拔高度194米，2001年人口765，人口密度每平方公里4,346.59人。